# Isan Reynaldo Ortiz Suárez
Isan Reynaldo Ortiz Suárez (* 30. März 1980 in Guantánamo) ist ein kubanischer Schachspieler.
Die kubanische Einzelmeisterschaft konnte er dreimal in Santa Clara gewinnen: 2013, 2014 und 2015. Er spielte für Kuba bei vier Schacholympiaden: 2012 bis 2018. Außerdem nahm er einmal an der Mannschaftsweltmeisterschaft (2015) in Zaghkadsor und an der panamerikanischen Meisterschaft (2013) teil.
Im Schach-Weltpokal 2013 schlug er in der ersten Runde Judit Polgár und schied er in der zweiten Runde gegen Maxime Vachier-Lagrave aus. Im Schach-Weltpokal 2015 scheiterte er in der ersten Runde an Maxime Vachier-Lagrave.
Im Jahre 2006 wurde ihm der Titel Internationaler Meister (IM) verliehen, 2011 der Titel Großmeister (GM).
| Hier fehlt eine Grafik, die leider im Moment aus technischen Gründen nicht angezeigt werden kann. Wir arbeiten daran! |